# Juan Forniés Gracia
Juan Forniés Gracia (Saragossa) és un químic espanyol, guardonat amb la Medalla d'Or del Grup Especialitzat de Química Organometàl·lica (GEQO) de la Reial Societat Espanyola de Química

## Biografia
Juan Forniés Gracia es va doctorar en Química per la Universitat de Saragossa i va realitzar una estada postdoctoral a la Universitat de Bristol (Regne Unit). El 26 de octubre de 1981 fue nombrado Profesor agregado de «Química Inorgánica» de la Facultad de Química de la Universidad de La Laguna.El 1983 va ser nomenat catedràtic del departament de Química Inorgànica de la Universitat de Saragossa on actualment és professor emèrit. Al llarg de tota la seva trajectòria ha sabut compaginar la tasca docent amb una intensa activitat investigadora a l'àrea de la Química Inorgànica i Organometàl·lica. Precisament ha estat sempre un gran defensor dels beneficis d'aquest tipus de dedicació dual a la docència i a la investigació, tant per a la societat com per al mateix individu. ha rebut una medalla d'or del Grupo Especialitzad de Química Organometàl·lica(GEQO) de la Reial Societat Espanyola de Química.

## Investigacions científiques
Les principals línies de recerca del professor Forniés van dirigides a l'estudi de noves maneres de coordinació i d'espècies químiques en estats d'oxidació inusuals, així com a l'estudi d'interaccions febles i processos d'activació d'enllaços poc reactius. També ha realitzat contribucions importants a l'estudi de compostos amb diversos centres metàl·lics, i al desenvolupament de noves substàncies luminiscents i a les seves aplicacions en compostos fosforescents o dopants a OLEDs (díodes orgànics d'emissió de llum). Actualment els OLEDs s'utilitzen en televisors, monitors, pantalles de dispositius portàtils com ara telèfons mòbils, PDA, reproductors d'àudio,etc. És autor de més de 330 publicacions de l'especialitat.

## Algunes publicacions

### 2015
1. An Extended chain and trinuclear complexes based on pt(II)-M (M = Tl(I), Pb(II)) bonds: Contrasting photophysical behavior Inorganic Chemistry, Vol. 54, Núm. 9, pp. 4351-4363

### 2012
1. Luminescent benzoquinolate-isocyanide platinum(II) complexes: Effect of Pt⋯Pt and π⋯π interactions on their photophysical properties Chemistry - An Asian Journal, Vol. 7, Núm. 12, pp. 2813-2823
2. Benzoquinolateplatinum(II) complexes as building blocks in the synthesis of Pt-Ag extended structures Dalton Transactions, Vol. 41, Núm. 12, pp. 3439-3451

### 2010
1. Structural and Luminescence Studies on p···p and Pt····Pt Interactions in Mixed chloro-isocyanide Cyclometalated Platinum(II) Complexes Inorganic Chemistry, Vol. 49, Núm. 7, pp. 3239-3251

### 2009
1. Synthesis and Luminescence of Cyclometalated Compounds with Nitrile and Isocyanide Ligands Organometallics, Vol. 28, Núm. 6, pp. 1705-1718
2. Self-Assembly of Luminescent Alkynyl-Based Platinum-Cadmium Complexes Containing Auxiliary Diimine or Terpyridine Ligands. Inorganic Chemistry, Vol. 48, Núm. 12, pp. 5250-5262
3. Extended Structures containing Pt(II)-Tl(I) Bonds. Effect of these interactions on the Luminescence of cyclometalated Pt(II) compounds Dalton Transactions, Vol. 12, pp. 2224-2234

### 2008
1. [Pt]2Pb Trinuclear Systems: Impact of the Anionic Platinum Fragment on the Lead Environment and Photoluminescence Inorganic Chemistry, Vol. 47, Núm. 17, pp. 7703-7716
2. Luminescent One- And Two-Dimensional Extended Structures anda Loosely Associated Dimer Based on Platinum(II)-Thallium(I) Inorganic Chemistry, Vol. 47, Núm. 9, pp. 3651-3660

### 2007
1. Unusual Luminescent Octanuclear stellate Platinacycle self-assembled by Pt-Ag Bonds. Chemical Communications, Vol. 37, pp. 3838-3840
2. One-Dimensional Phosphinite Platinum Chains Based on Hydrogen Bonding Interactions and Phosphinite Tetranuclear Platinum(II)-Thallium(I) Complexes. Dalton Transactions, Vol. 33, pp. 3653-3660
3. An organometallic tetranuclear cluster with phosphine and phosphido ligands in nonclassical bonding modes: X-ray structural characterization- Carbon p-Bonded Complexes. N. Chaouche et al. / Journal of Organometallic Chemistry 692 (2007) 1168–1172

### 2006
1. Coordination of a monomeric diphosphido platinum complex as a bridging ligand. New J. Chem., 2006,30, 473-478
2. Formation of PPh2C6F5 through phosphido platinum and/or palladium(III) intermediates. February 2006 . Organometallics 25(5):1084-1091
3. "Comprehensive Organometallic Chemistry III" (ELSEVIER SCIENCE), pp. 611-673
4. Tri- [Pt2Tl] 3- and Polynuclear Chain Complexes [Pt-Tl] ¥- Based on Non-bridged PtII-Tl Bonds : Solid State and Frozen Solution Photophysical Properties Inorganic Chemistry, Vol. 45, Núm. 6, pp. 2543-2552
5. Syntesis, Structures and Luminescence Behavior of Mixed Metal Alkynyl platinum-cadmiun Complexes Organometallics, Vol. 25, Núm. 9, pp. 2274-2283
6. Novel Luminescent Mixed-Metal Pt-Tl-Alkynyl-Based Complexes: The role of the alkynyl substituents in the metallophillic and eta2(pi...Tl) Bonding Interactions Chemistry - A European Journal, Vol. 12, Núm. 3, pp. 785-795
7. Influence of the Pt?Ag donor-acceptor bond and polymorphism on the spectroscopic and optical properties of heteropolynuclear benzoquinolateplatinum(II) complexes Organometallics, Vol. 25, Núm. 18, pp. 4331-4340
8. Influence of solvent and weak C-H⋯O contacts in the self-assembled [Pt2M4{C≡C(3-OMe)C6H4} 8] (M = Cu, Ag) clusters and their role in the luminescence behavior Inorganic Chemistry, Vol. 45, Núm. 19, pp. 7788-7798
9. Homo and Heteropolynuclear Platinum complexes stabilized by Dimethylpyrazolato and alkynyl bridging Ligands: Synthesis Structures and Luminescence Chemistry - A European Journal, Vol. 12, Núm. 32, pp. 8253-8266
10. Formation and characterization of a benzoquinolate triplatinum cluster containing a μ3-PPh2 bridging system and two Pt-Pt bonds Inorganic Chemistry Communications, Vol. 9, Núm. 3, pp. 255-258
11. Coordination of a Monomeric Diphosphido Platinum Complex as a Bridging Ligand. New Journal of Chemistry, Vol. 30, Núm. 3, pp. 473-478

### 2005
12. A Dinuclear Phosphidoplatinum(II) Fragment as a Building Block for Tri‐, Tetra‐, Hexa‐, and Octanuclear Complexes
October 2005. Berichte der deutschen chemischen Gesellschaft 2005(19):3894 - 3901
13. From a 44-electron to a 48-electron trinuclear phosphido platinum complex: Density functional study of [{(CF3)(PH3)Pt(|-PH 2)(|-H)}2Pt] and
[{(CF3)(PH3)Pt(|- PH2)(|-I)}2Pt] model compounds.
March 2005. Inorganica Chimica Acta 358(5):1377-1385

### 2004
14. Experimental and Quantum Chemical Study of the Mechanism of an Unexpected Intramolecular Reductive Coupling of a Bridging
Phosphido Ligand and a C6F5 Group and the Reversible Oxidative Addition of PPh2C6F5#,‖
April 2004. Organometallics 23(8):1797-1810